# Payangan (plaats)
Payangan is een bestuurslaag in het regentschap Tabanan van de provincie Bali, Indonesië. Payangan telt 3294 inwoners (volkstelling 2010).